# Клапфер, Лукас
Лукас Клапфер (нем. Lukas Klapfer, род. 25 декабря 1985 года, Айзенэрц) — известный австрийский двоеборец, трёхкратный бронзовый призёр Олимпийских игр (2014 и 2018), двукратный бронзовый медалист чемпионатов мира в командном первенстве. 
В Кубке мира Клапфер дебютировал 29 января 2005 года, в январе 2009 года впервые попал в тройку лучших на этапе Кубка мира, в командной гонке. Всего на сегодняшний момент имеет 4 попадания в тройку лучших на этапах Кубка мира, 1 в личных соревнованиях и 3 в командных. Лучшим достижением в итоговом зачёте Кубка мира для Клапфера является 14-е место в сезоне 2008-09.
На Олимпиаде 2014 года в Сочи стал 12-м в турнире на нормальном трамплине + 10 км,  15-м в соревнованиях на большом трамплине + 10 км, и завоевал бронзовую медаль в командных соревнованиях.
За свою карьеру участвовал в двух чемпионатах мира, лучший результат 5-е место в командной гонке на чемпионате мира 2013 года.
На Олимпийских играх в Пхёнчхане в двоеборье (нормальный трамплин + 10 км), он показал третий результат, уступив победителю 18,1 секунды и завоевал бронзовую медаль.
Завершил карьеру после сезона 2021/22.